# Медея (пьеса Еврипида)
«Меде́я» (др.-греч. Μήδεια) — трагедия древнегреческого драматурга Еврипида, впервые поставленная в 431 году до н. э. Входила в тетралогию, включавшую также утраченные трагедии «Филоктет» и «Диктис», сатировскую драму «Жнецы». Лидирует среди древнегреческих пьес по числу постановок в XX веке. Классический перевод на русский язык принадлежит Иннокентию Анненскому.
История Медеи является частью мифа о походе аргонавтов. Еврипид видоизменил традиционное сказание, сделав виновницей гибели детей саму Медею. Традиционно виноваты в гибели были коринфяне, и ходила байка, что Еврипид сделал это изменение за крупную взятку от них.

## Сюжет
Когда Ясон вступил в бой с огнедышащими быками и драконом, охранявшим золотое руно, полюбившая его Медея помогла ему укротить быков и дракона, а сама решила последовать за ним в Грецию. Чтобы задержать своих родных, преследовавших аргонавтов, Медея при отплытии из Колхиды убила захваченного ею брата и разбросала куски его тела по берегу; пока потрясённые родственники собирали растерзанные члены юноши, аргонавты успели отплыть.
Прибыв в Иолк уже в качестве супруги Ясона, Медея уговорила дочерей Пелия совершить волшебный обряд, который должен был вернуть ему молодость, но коварно обманула их, и старый царь умер мучительной смертью, после чего Ясону с женой и сыновьями пришлось искать приюта в Коринфе, где Ясон и задумал жениться на дочери местного царя Креонта. С этого момента начинает свою трагедию Еврипид (предыдущие события даны ретроспективно).
Ясон решил оставить жену Медею, чтобы жениться на дочери коринфского царя Креонта. Желая отомстить сопернице, Медея послала ей через своих с Ясоном детей отравленные пеплос и диадему. Детей же своих убила, чтобы ещё ужаснее уязвить Ясона. В конце пьесы на сцену спускается золотая колесница Гелиоса, в которой Медея с трупами детей покидает земной мир.

## Успех
По популярности у греков «Медея» заметно уступала «Вакханкам» Еврипида. Когда пьеса была впервые представлена публике на Великих Дионисиях в 431 году до н. э., Еврипиду присудили лишь третье место: первую награду завоевал Евфорион, вторую — Софокл.
Древние римляне, известные пристрастием к кровавым трагедиям мести, по достоинству оценили «Медею» в правление Августа. Вариации сюжета о детоубийце, в частности, принадлежат Овидию и Сенеке. Пьеса Еврипида стала прочной частью западного канона и начиная с XVI века уже не сходила со сцены. Особенно популярна она у феминисток, ибо те видят в Медее близкую себе героиню, которая борется за право распоряжаться своей судьбой в мире, где всё решают мужчины.

## Адаптации

### Постановки
- 1797 — опера «Медея» Луиджи Керубини.
- 1898 — спектакль «Медея» Катюля Мендеса, театр «Ренессанс»[англ.], Париж; в главной роли Сара Бернар[3].
- 1967 — фильм-спектакль «Медея» Театра имени Вл. Маяковского, Москва.
- 2015 — спектакль «Медея» в новой адаптации Рейчел Каск, режиссёр Руперт Гулд, театр «Алмейда», Лондон; в главной роли Кейт Флитвуд[4].
- 2022 — спектакль «Медея» режиссёра Надежды Алексеевой, Новгородский театр для детей и молодёжи «Малый», в переводе Вланеса.
- 2024  — спектакль «Медея», режиссёр Василиос Самуркас, Московский драматический театр имени М. Н. Ермоловой.

### Экранизации
- 1969 — фильм «Медея» Пьера Паоло Пазолини.
- 1988 — фильм «Медея» Ларса фон Триера.
- 2005 — голландский многосерийный телефильм «Медея» Тео Ван Гога, где действие перенесено в наши дни.
- 2009 — фильм «Медея» Наталии Кузнецовой.
- 2021 — фильм «Медея» Александра Зельдовича